# Marcus Ellis
Marcus Ellis (Huddersfield, 14 settembre 1989) è un giocatore di badminton britannico.

## Palmarès
- Olimpiadi

Rio de Janeiro 2016: bronzo nel doppio maschile.
- Giochi europei

Minsk 2019: oro nel doppio maschile e doppio misto.
- Europei

La Roche-sur-Yon 2016: bronzo nel doppio maschile.
- Campionati europei a squadre miste

Mosca 2013: bronzo.